# ごちそうさん (1969年のテレビドラマ)
『ごちそうさん』は、1969年10月7日から同年12月30日まで関西テレビ制作・フジテレビ系列の『火曜劇場』（火曜22:00 - 22:45）で放送された、大原麗子主演のテレビドラマ。全13回。

## 概要
舞台は大阪・北浜。ヒロイン・古谷マキは生き甲斐というものを知らないような、ゴーゴーを踊るのが好きという現代っ子。しかし、実家の一膳飯屋「津の国屋」がビル持ちのモダン食堂「立花屋」から買収の話を持ち掛けられる。
マキの祖母・テルはこれに反対するが、主人の儀助と美代は「大損しないうちに経営から手を退こう」という考えから賛成し、後の千里ニュータウンでのマンション暮らしを夢見るほど。マキはテルに賛同し、一人でも津の国屋ののれんを守ろうと奮闘する。こうして津の国屋の経営を始めたマキは、店の切り盛りに夢中になり、自ら意欲的な人生観を得ていく。マキの成長のプロセスと、テルと立花屋主人の令子との深まる対立、北浜の人々の人間模様などを絡めてコメディータッチで描いた 。

## キャスト
- 古谷マキ：大原麗子
- 立花徹：高橋長英

立花令子の息子。マキに好意を持っている。
- 立花令子：森光子

立花屋の主人
- 古谷テル（祖母）：浪花千栄子
- 古谷儀助（父）：北上弥太朗

津の国屋の主人
- 古谷美代（義母）：高森和子
- 古谷ヒロ子（妹）：武原英子
- 永井みゆき：高田美和

経営コンサルタント
- 曽根：夏目俊二

津の国屋の板前
- 幸吉：小林芳宏

津の国屋の板前見習い
- 丼池の叔母・とし子：松山容子
- 桂子（マキの実母）：中畑道子
- 山口：佐野周二

テルの昔馴染み
- 大杉：黒木進

ほか

## スタッフ
- 脚本：西島大（全話担当）
- 演出：橋本隆亘（全話担当）
- 制作：関西テレビ

## サブタイトル
1. 1969年10月7日「ゴーゴーと鈴虫」
2. 1969年10月14日「開店休業」
3. 1969年10月21日「会議は踊る」
4. 1969年10月28日「味噌汁」
5. 1969年11月4日「恋よ来い」
6. 1969年11月11日「図々しい奴」
7. 1969年11月18日「断絶ばやり」
8. 1969年11月25日「復活」
9. 1969年12月2日「結婚申込」
10. 1969年12月9日「全焼す」
11. 1969年12月16日「風の吹く街」
12. 1969年12月23日「火事見舞」
13. 1969年12月30日「新のれん」